# Teatro romano di Verona
Il teatro romano di Verona è un teatro all'aperto costruito nel I secolo a.C. ai piedi del Colle San Pietro, sulla riva sinistra dell'Adige. Si tratta di uno dei teatri meglio conservati dell'Italia settentrionale, tanto da essere parte del percorso espositivo dell'omonimo museo archeologico cittadino, oltre che spazio teatrale e sede, durante i mesi estivi, dell'estate teatrale veronese, le cui edizioni si svolgono ininterrottamente sin dal 1948.

## Storia
Con la fase che vide l'urbanizzazione della Verona romana all'interno dell'ansa dell'Adige si liberarono nuovi spazi su Colle San Pietro, luogo dove sorgeva l'abitato protostorico veneto. Un piano di monumentalizzazione riguardò quindi le pendici meridionali del colle di cui fece parte anche la costruzione del teatro, realizzato negli ultimi anni del I secolo a.C. Questo luogo infatti aveva evidenti vantaggi dal punto di vista della conformazione del terreno e del valore di scenograficità che aveva assunto rispetto alla città di nuova fondazione, diventando quindi luogo ideale per realizzare una grande scena urbana su più livelli, che partendo dall'edificio teatrale sulla sponda del fiume potesse chiudersi in cima alla collina tramite un tempio romano.
Prima della sua costruzione fu tuttavia necessario realizzare dei muraglioni d'argine tra i ponti Pietra ed il Postumio paralleli al teatro stesso, in modo da difenderlo da eventuali piene del fiume. La realizzazione degli argini in pietra fu utile anche per ricavarsi valida base alle fondazioni del teatro ed evitare futuri smottamenti, oltre che a farvi passare la strada di raccordo tra i due ponti. Tra i lavori preliminari alla costruzione dell'edificio vi fu anche lo scavo di una profonda intercapedine attorno a quella che sarebbe diventata la cavea del teatro, in modo da isolarla rispetto alla collina e convogliare in essa l'acqua piovana, che veniva convogliata verso il fiume tramite canalizzazioni sotterranee.
La costruzione del teatro romano proseguì per alcuni decenni vista la mole e grandiosità dell'edificio, di cui rimangono purtroppo pochi resti archeologici. Alcune ipotesi di come doveva essere sono state tuttavia riportate in alcuni disegni e schizzi da Giovanni Caroto e Andrea Palladio già nel Cinquecento, anche se con alcune imprecisioni. L'ultima fase di lavori riguardò invece la costruzione delle terrazze soprastanti il teatro, facenti parte del progetto unitario di sistemazione monumentale del Colle San Pietro, e dell'edificio monumentale in cima alla collina (molto probabilmente un tempio), di cui si sono trovate diverse tracce durante i lavori di ristrutturazione di Castel San Pietro nell'Ottocento.
Durante il Medioevo l'edificio andò in disuso e quindi in rovina, tanto che sui suoi resti sorse un intero quartiere che sfruttava la struttura del teatro stesso. Le abitazioni infatti sorgevano direttamente sulle sostruzioni romane e alcuni antichi ingressi e scale del teatro venivano ancora utilizzati per l'accesso al quartiere, mentre la cavea veniva coltivata sfruttando il pendio seminaturale.
Gli scavi archeologici e la sua restituzione avvenne solo nell'Ottocento grazie all'opera di Andrea Monga, un facoltoso commerciante che si dilettava d'archeologia. Egli acquistò tutta l'area su cui insisteva l'antico edificio e tra il 1834 e il 1844 diresse gli scavi archeologici del sito: tra gli interventi eseguiti vi fu la demolizione di una trentina di case che sorgevano sopra i resti del teatro romano, gli scavi delle terrazze con la conseguente scoperta della profonda intercapedine per lo scolo delle acque, il rinvenimento dei resti dell'ambulacro all'interno del convento, riportò alla luce i due scaloni laterali e parte della cavea, ritrovò le strutture dell'odeon.
Nel 1904 l'area venne infine comprata dall'amministrazione comunale, che proseguì i lavori di scavo archeologico fino al 1914 grazie all'apporto di Ricci e Ghirardini, che restituirono l'intera cavea. Una volta restaurata la gradinata vennero ricomposte anche le dieci arcate della loggia di chiusura della cavea, oltre ad un arco di ordine ionico. Sotto la direzione di Antonio Avena vi fu il trasferimento del museo archeologico all'interno del complesso monumentale, mentre negli anni trenta venne scavata la fossa scenica e furono demoliti altri edifici ancora esistenti. Infine, tra il 1970 e il 1971, si svolsero gli ultimi lavori, che coinvolsero la fossa scenica nella sua parte orientale, con la relativa scoperta di una galleria sotto al proscenio.

## Descrizione

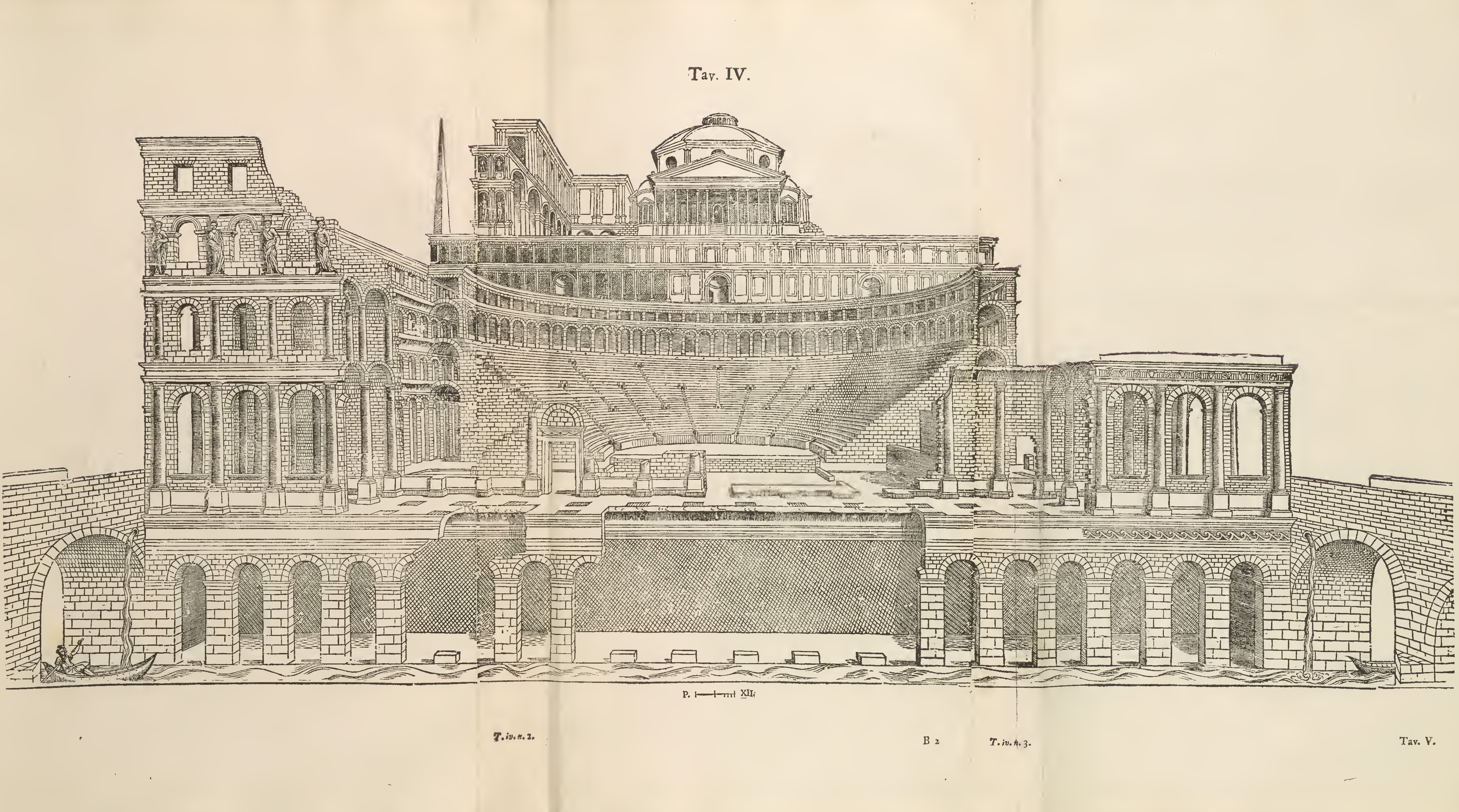
Immagine di come si presentava il teatro, con in cima a colle San Pietro il tempio

### Esterno
Il prospetto esterno, che si mostrava alla città romana da poco sorta sull'altra sponda del fiume, possedeva un aspetto unitario, scandito da semicolonne che cambiavano ordine architettonico ad ogni piano: al piano terreno ordine tuscanico, al secondo livello l'ordine ionico e infine all'ultimo piano, posto sullo stesso livello delle gallerie che chiudevano la cavea, si trovavano dei semipilastri con capitelli riccamente decorati, che reggevano la trabeazione che chiudeva la facciata. L'intercolumnio era invece caratterizzato da pareti chiuse lisce o da aperture ad arco.
Il teatro veniva raccordato tramite due facciate monumentali laterali al colle, che dovevano presentarsi non molto dissimili dal prospetto principale posto verso l'Adige.

### Interno

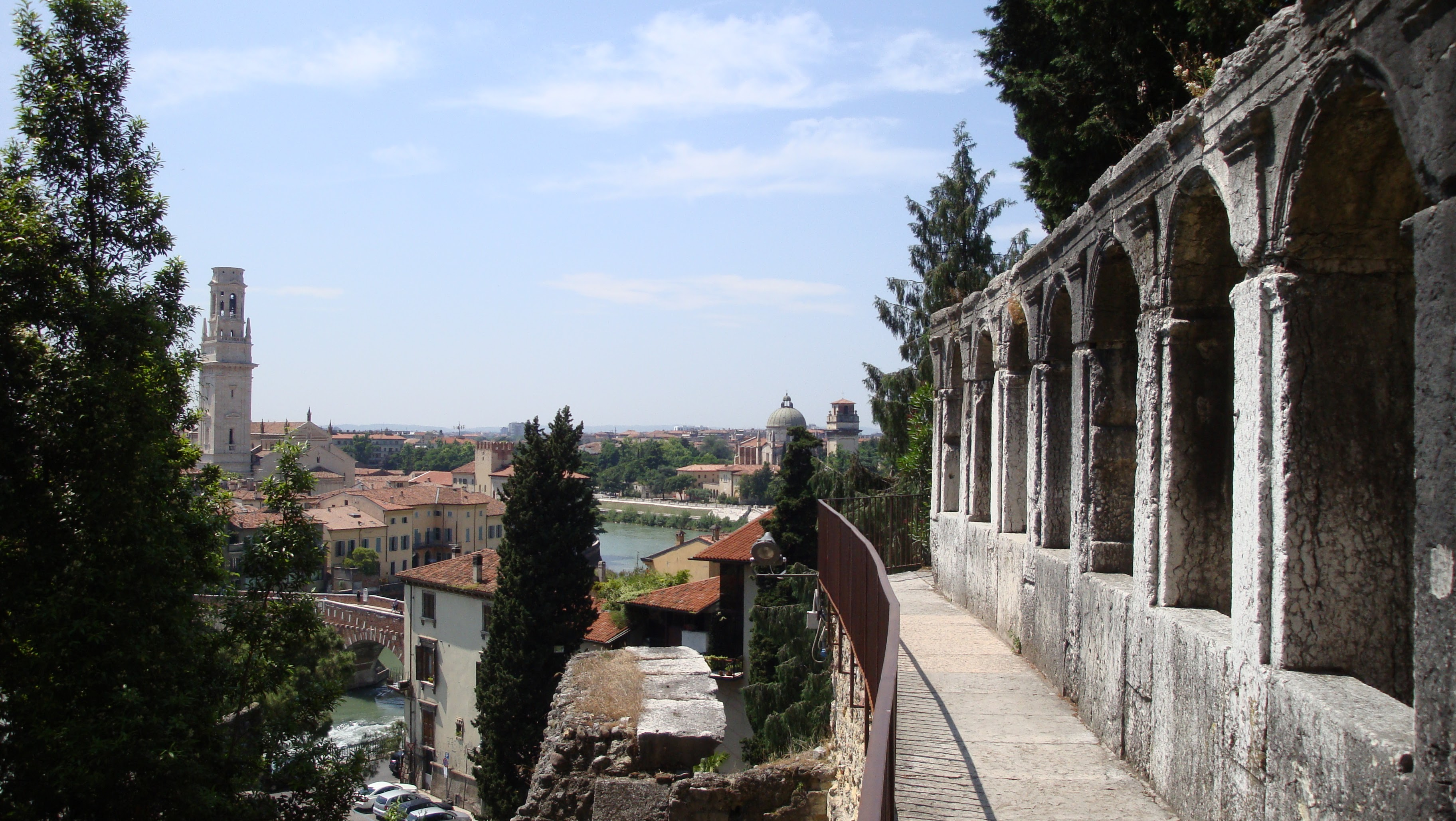
Resti archeologici di una delle due gallerie sovrapposte che chiudevano, in sommità, la cavea

L'edificio scenico del teatro, che sorgeva 10 metri più a nord del muraglione d'argine, era lungo 71 metri e venne realizzato in opera quadrata. Esso si componeva di due parasceni laterali, di un muro rettilineo postscenio, e di un frontescena che si articolava in tre grandi nicchie, di cui una principale curva e due laterali quadrate. Le tre grandi nicchie inquadravano le tre porte di accesso al palcoscenico. Gli spazi dei parasceni e quelli compresi tra postscenio e frontescena erano dotati di diversi locali adibiti a servizi e a depositi. Purtroppo tutte queste strutture si sono conservate solo per un'altezza moderata, tuttavia in epoca romana la loro altezza raggiungeva quella della sommità della cavea. Davanti alla scena è presente il proscenio, limitato dal pulpito, dietro al quale si trovava il sipario.
La cavea ha una larghezza di 105 metri ed è adagiata per buona parte su Colle San Pietro: solamente nelle parti laterali, infatti, erano sorti muri radiali realizzati con la tecnica dell'opus caementicium. Per eliminare il pericolo di infiltrazione di acqua piovana venne scavata una profonda intercapedine tagliata nella roccia che corre lungo tutto il perimetro della cavea. Le gradinate erano divise in due settori orizzontali mediante parapetti, che a loro volta erano ulteriormente divisi dalle scalinate. Altre due scalinate che partivano dal piano terreno e i relativi vomitoria permettevano l'accesso alle gradinate direttamente dall'alto. La cavea era conclusa da due gallerie sovrapposte, parzialmente tagliate nella roccia, di cui rimangono pochi resti.

### Strutture correlate
Sopra la cavea e le gallerie sovrapposte sommitali si sviluppavano tre scenografiche terrazze, poste su tre diversi livelli e larghe 123 metri, mentre la profondità variava dai 20 metri della prima, ai 1,50 metri dell'intermedia, ai 7 metri dell'ultima. La prima terrazza è quasi completamente obliterata dal convento che ospita il museo archeologico, anche se ad un'estremità si conservano i resti di un ninfeo. La terrazza intermedia è invece composta da cinque nicchie decorate da semicolonne e finestre; di queste nicchie le quattro laterali sono semicircolari mentre quella centrale, perfettamente in asse con il teatro, è a pianta rettangolare. Infine l'ultima terrazza è caratterizzata da un'unica nicchia ai cui lati si dipanano una serie di semicolonne tuscaniche che sorreggono fregio e architravi dorici.
Questa serie di terrazze si concludevano in una spianata che oggi ospita Castel San Pietro ma che in età classica presentava un tempio romano le cui tracce si rinvennero durante i lavori di costruzione del castello appena citato.